# Apollonios Rhodios
Apollonios Rhodios (græsk: Ἀπολλώνιος Ῥόδιος) var en hellenistisk-egyptisk bibliotekar, akademiker og episk digter i det 3. århundrede f.Kr. Han kom fra Alexandria, hvor han bl.a. var leder af det berømte Bibliotek i en periode. Han levede også en del af sit liv på Rhodos, deraf tilnavnet Rhodios.
Han er mest kendt for digtet Argonautika, som fortæller den mytologiske historie om Jason og argonauternes søgen efter det Gyldne Skind.